# 누마타 료스케
누마타 료스케(일본어: 沼田 祐介 ぬまた ゆうすけ[*], 1968년 6월 10일 ~ )는 일본의 남자 성우이다. 아오니 프로덕션 소속.

## 학력
초등학교 4학년 때 은하철도 999를 보고 감격해 목소리의 일을 의식한다. 중학교 시절은 나카모리 아키나등의 아이돌에 열중하지만, 고교시절에 「루팡 3세 카리오스트로의 성」과 궁도부에 소속함으로써 다시 성우의 길을 목표로 한다.고교졸업 후, 방송 예술 학원 전문학교를 거쳐, 21세에 도쿄에 상경.아오이 학원 도쿄교 제10기 졸업

## 인물
본인은 '전원기질'이며 중학교 2학년 무렵 가나가와현 요코하마시에서 나라현으로 전학을 와서 '내가 있는 곳은 여기구나'라고 느낀 적이 있다고 한다.
초등학교 시절 동네 불량식품 가게에서 250엔짜리 미니카를 살 때 천엔짜리 지폐를 꺼냈는데 웬일인지 거스름돈이 나오지 않았다. 이 날은 1대씩 총 4대의 미니카를 각각 천엔짜리 지폐를 주고 구입해, 모두 거스름돈을 받지 못했는데, 이때는 몰랐다.몇 년 후에 문득 생각나, 처음으로 속은 것이 아닌가 하고 느꼈다고 한다.
취미는 독서. 특기는 수영, 궁도.